# Thilafushi
Thilafushi (em divehi:  ތިލަފުށި) é uma ilha artificial criada como um aterro municipal situado a oeste de Malé e está localizada entre a ilha de Giraavaru, do Atol de Kaafu, e Gulhifalhu, nas Maldivas.

## História

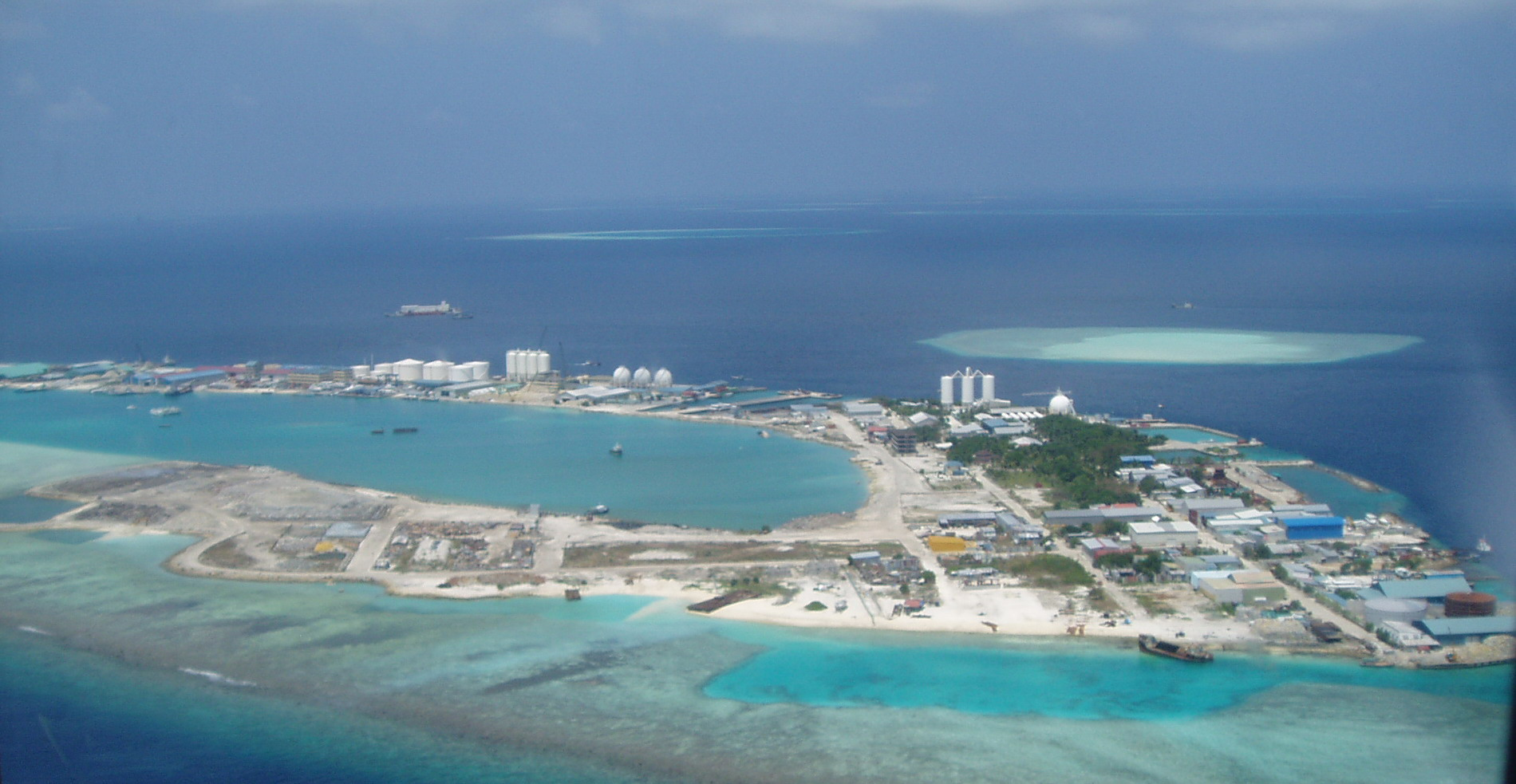
Thilafushi

Thilafushi originalmente era uma laguna chamada Thilafalhu, com um comprimento de 7 km e uma largura de 200 metros nas regiões mais rasas. A ilha surgiu após uma série de discussões e esforços para resolver o problema do lixo de Malé durante o início dos anos 1990. A decisão de transformarThilafalhu em um aterro sanitário foi tomada em 5 de dezembro de 1991.
Thilafushi recebeu sua primeira carga de lixo em 7 de janeiro de 1992. As operações começaram com apenas uma embarcação de desembarque, quatro caminhões de carga pesada, duas escavadeiras e uma única carregadeira de rodas.
Durante seus primeiros anos de operações de eliminação de resíduos, poços (também conhecidos como células) com um volume de 1.060 m3 foram escavados, e a areia obtida da escavação foi usada para construir cercas muradas ao redor do perímetro interno das células. Os resíduos recebidos de Malé eram depositados no meio dos poços, que foram cobertos com uma camada de entulho de construção e nivelados uniformemente com areia branca. Inicialmente não havia segregação do resíduo, pois o mesmo deveria ser descartado imediatamente devido ao acúmulo de massa.

## Industrialização

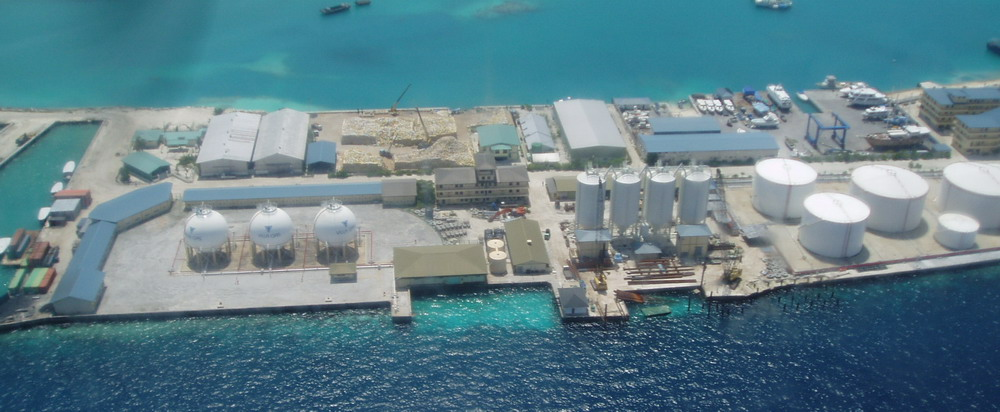
Thilafushi-2, área com maior industrialização

Hoje Thilafushi tem uma massa de terra de mais de 0,43 km². O rápido crescimento terrestre de Thilafushi foi observado pelo governo e, em novembro de 1997, foi decidido que as terras seriam arrendadas a empresários interessados em adquirir terras para fins industriais. Inicialmente, havia apenas 22 arrendatários. Nos últimos 10 anos, esse número dobrou para 54, resultando em mais de 0,11 km² de terra em uso atualmente, o que gera 14 milhões de rúpias (cerca de US$ 1.000.000,00) por ano. Logo depois, uma área de 0,2 km² (conhecida como Thilafushi-2) foi recuperada usando areia branca como material de enchimento para fornecer terra firme para as indústrias mais pesadas.
As principais atividades industriais na ilha são a fabricação de barcos, embalagem de cimento, engarrafamento de gás metano e vários armazéns em grande escala. O governo também está planejando uma instalação de incineração de 50 toneladas.
Em março de 2015, o governo das Maldivas decidiu mudar o porto comercial central de Malé para Thilafushi. No entanto, o negócio não foi concluído.

## Problemas ambientais

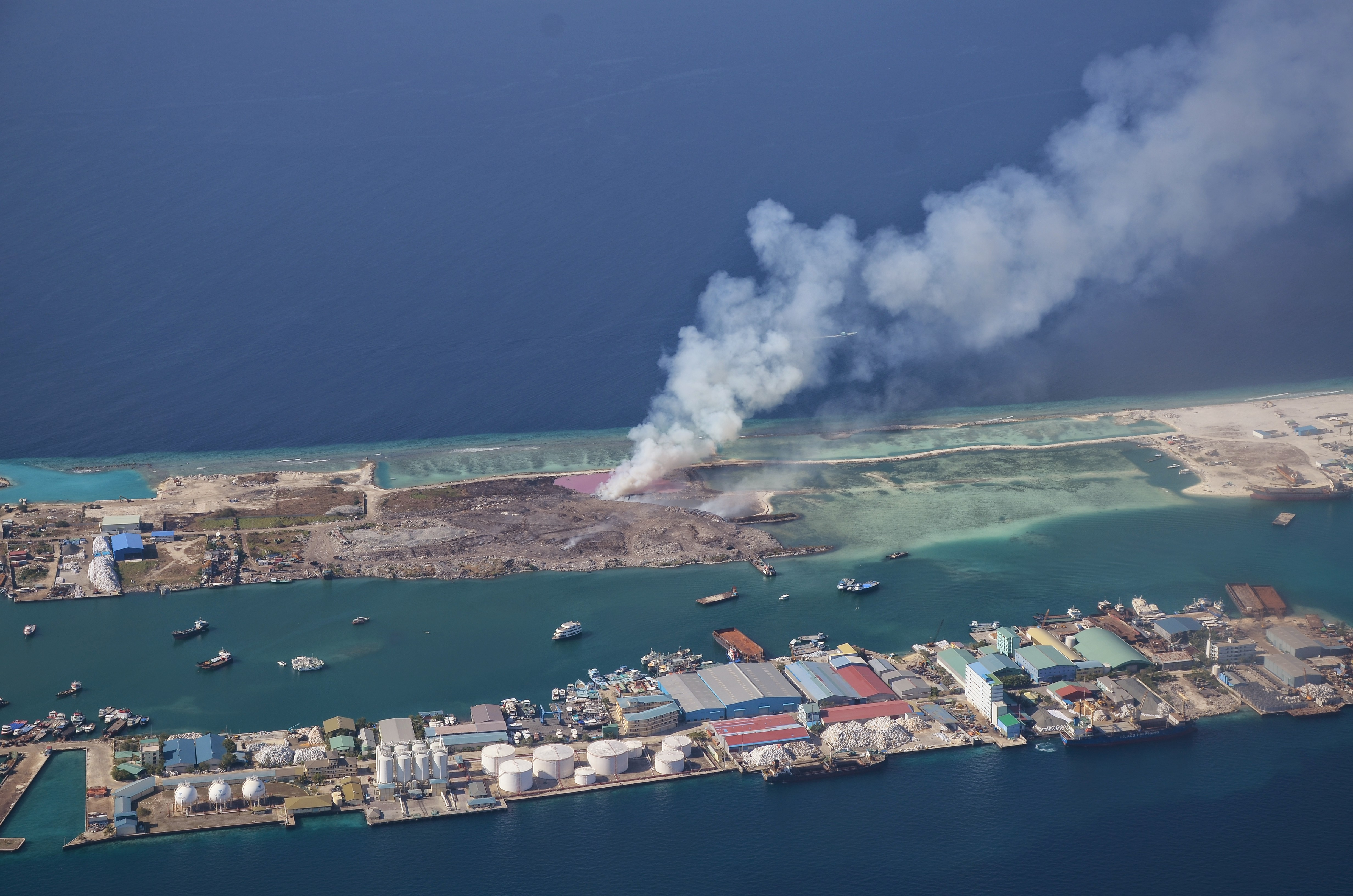
Imagem aérea da ilha

Ambientalistas dizem que mais de 330 toneladas de lixo são trazidas para Thilafushi por dia, a maioria das quais vem de Malé. Em 2005, estimou-se que 31.000 caminhões de lixo são transportados para Thilafushi anualmente, onde os resíduos são despejados em grandes pilhas e eventualmente usados para recuperar terras e aumentar o tamanho da ilha. Por meio desse processo, a ilha cresce um metro quadrado por dia.
De acordo com estatísticas oficiais, um único turista produz 3,5 kg de lixo por dia, duas vezes mais que alguém de Malé e cinco vezes mais que qualquer pessoa do resto do arquipélago das Maldivas. Ao todo, entre 300 e 400 toneladas de lixo são despejadas na ilha todos os dias, de acordo com Shina Ahmed, gerente administrativa da Thilafushi Corporation que administra a ilha.
Ali Rilwan, um ambientalista em Malé, disse que "pilhas usadas, amianto, chumbo e outros resíduos potencialmente perigosos misturados com os resíduos sólidos municipais que são despejados na água. Embora seja uma pequena fração do total, esses resíduos são uma fonte de metais pesados tóxicos e é um problema ecológico e de saúde cada vez mais sério nas Maldivas". O Bluepeace, principal movimento ecológico das Maldivas, descreveu a ilha como uma "bomba tóxica".
Após relatos de despejos ilegais, a gestão foi transferida para a Câmara Municipal de Malé para esclarecer quem poderia ser o responsável pelos resíduos. A Câmara assinou um contrato em 2011 com a empresa indiana Tatva Global Renewable Energy para reabilitar a ilha e gerir o problema dos resíduos. No entanto, o negócio nunca foi concretizado devido à burocracia e interferência política, tendo sido cancelado.
Em dezembro de 2011, a Câmara Municipal de Malé proibiu temporariamente o transporte de resíduos para Thilafushi por causa de um aumento de resíduos flutuando na lagoa da ilha e sendo levados para o mar. A causa dos resíduos flutuantes foi atribuída a capitães de barcos "impacientes", incapazes de descarregar seus resíduos.

Em uma reportagem da BBC em maio de 2012, a ilha foi descrita como "apocalíptica".